# 스카 펑크
스카 펑크(Ska punk)는 스카와 펑크 락을 융합한 장르이다.

## 특징
스카 펑크는 스카 음악과 펑크 록 음악을 합친 퓨전 음악 장르이다. 스카코어는 스카 펑크의 하위 장르로, 하드코어 펑크에 스카를 융합한 것이다.